# 4 Kanadyjska Dywizja Pancerna

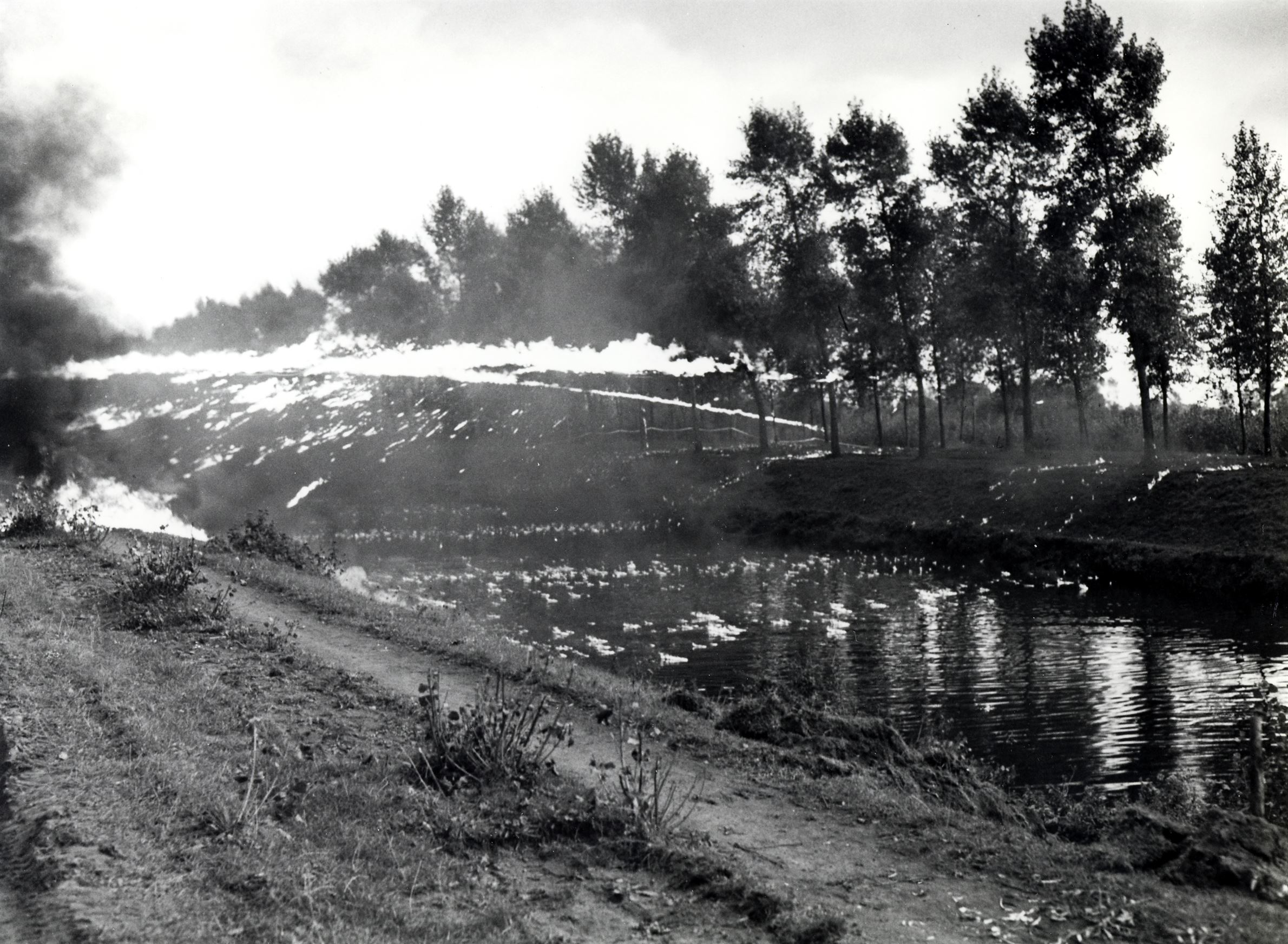
Miotacze ognia z 4 DPanc w czasie prezentacji

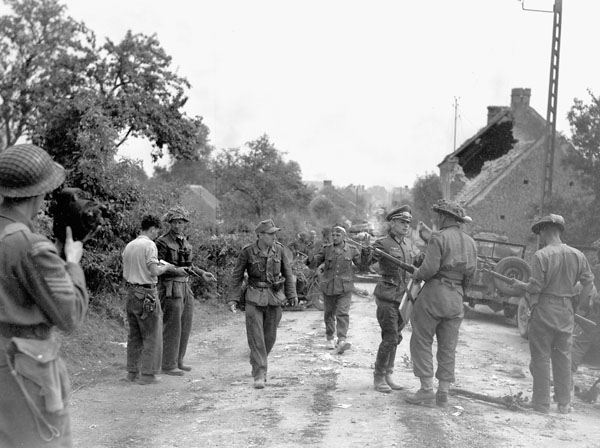
Żołnierze z 4 DPanc biorą jeńców podczas walk o Saint-Lambert (19 sierpnia 1944)

4 Kanadyjska Dywizja Pancerna (ang. 4th Canadian Armoured Division) – kanadyjska dywizja pancerna z okresu II wojny światowej.

## Formowanie i walki
Sformowana jako 4 Kanadyjska Dywizja Piechoty we wrześniu 1940. W 1942 została przeorganizowana w dywizję pancerną i wysłana do Wielkiej Brytanii. Weszła do linii w lipcu 1944 w Normandii jako część II Korpusu Kanadyjskiego i wzięła udział w bitwie pod Falaise obok polskiej 1 Dywizji Pancernej. Następnie walczyła w Europie Zachodniej aż do kapitulacji Niemiec w maju 1945.

## Struktura organizacyjna (1944–1945)
- 4 Brygada Pancerna (4th Canadian Armoured Brigade)
  - 21 pułk pancerny (Governor General's Foot Guards)
  - 22 pułk pancerny (The Canadian Grenadier Guards)
  - 28 pułk pancerny (The British Columbia Regiment)
  - The Lake Superior Regiment (zmotoryzowana piechota)

- 10 Brygada Piechoty (10th Canadian Infantry Brigade)
  - The Lincoln and Welland Regiment
  - The Algonquin Regiment
  - The Argyll and Sutherland Highlanders of Canada (Princess Louise's)

- Jednostki dywizyjne
  - 29 pancerny pułk rozpoznawczy (The South Alberta Regiment)
  - artyleria (Royal Canadian Artillery)
    - 15 pułk artylerii polowej
    - 23 pułk artylerii polowej (trakcja samobieżna)
    - 5 pułk artylerii przeciwpancernej
    - 8 pułk artylerii przeciwlotniczej

  - saperzy (Royal Canadian Engineers)
    - 8 kompania saperów
    - 9 kompania saperów
    - 6 kompania parkowa

  - 10 samodzielna kompania ckm (The New Brunswick Rangers)